# UFC 40
UFC 40: Vendetta foi um evento de artes marciais mistas promovido pelo Ultimate Fighting Championship, ocorrido em 22 de novembro de 2002 no MGM Grand Garden Arena em Paradise, Nevada.
O evento foi marcado pela disputa do Cinturão Meio-Pesado do UFC entre Ken Shamrock e Tito Ortiz.
O evento contou ainda com a disputa do Cinturão Meio-Médio do UFC entre Matt Hughes e Gil Castillo.

## Resultados
Nota 1 Pelo Cinturão Meio-Pesado do UFC.

Nota 2 Pelo Cinturão Meio-Médio do UFC.